# Исаев, Евгений Иванович
Евгений Иванович Исаев (5 августа 1979 года) — российский самбист и дзюдоист, чемпион России по дзюдо, многократный чемпион и призёр чемпионатов России, Европы и мира по самбо, мастер спорта России международного класса по дзюдо, Заслуженный мастер спорта России по самбо. Старший лейтенант полиции. Окончил Тольяттинский государственный университет.

## Спортивные результаты

### Самбо
- Чемпионат России по самбо 2001 года — ;
- Чемпионат России по самбо 2004 года — ;
- Чемпионат России по самбо 2007 года — ;
- Чемпионат России по самбо 2008 года — ;
- Чемпионат России по самбо 2009 года — ;
- Чемпионат России по самбо 2010 года — ;
- Чемпионат России по самбо 2011 года — ;
- Чемпионат России по самбо 2012 года — ;
- Чемпионат России по самбо 2013 года — ;
- Чемпионат России по самбо 2014 года — ;
- Чемпионат России по самбо 2017 года — ;

### Дзюдо
- Первенство России 2001 года среди молодёжи — ;
- Чемпионат России по дзюдо 2006 года — .

## Награды
- Почётная грамота Президента Российской Федерации (8 ноября 2023 года) — за заслуги в развитии и популяризации самбо в Российской Федерации, многолетнюю добросовестную работу[1]